# Canada Life Centre
Canada Life Centre voorheen Bell MTS Place is een overdekte arena in het centrum van Winnipeg, Manitoba . De arena is de thuisbasis van de Winnipeg Jets van de National Hockey League en hun filiaal van de American Hockey League, de Manitoba Moose .
De arena staat op het voormalige Eaton- terrein en is eigendom van True North Sports &amp; Entertainment . Het gebouw werd gebouwd voor een prijs van $ 133,5 miljoen CAD . Het werd geopend op 16 november 2004, ter vervanging van de sindsdien afgebroken Winnipeg Arena . Het gebouw heeft een capaciteit van 15.321 voor hockey en 16.345 voor concerten.
Oorspronkelijk stond het gebouw bekend als het "True North Center" tijdens de plannings- en bouwfase, werd het de MTS Center genoemd als onderdeel van een naamgevingsovereenkomst met Manitoba Telecom Services . Het werd daarna omgedoopt tot de Bell MTS Place op 30 mei 2017 na de acquisitie van MTS door Bell Canada .